# Vu Hồ
Vu Hồ (giản thể: 芜湖市; phồn thể: 蕪湖市; bính âm: Wúhú Shì, âm Hán Việt: Vu Hồ thị) là một địa cấp thị nằm ở phía nam tỉnh An Huy, Trung Quốc. Vu Hồ có diện tích 6.010,9 km², dân số năm 2020 là 3.644.420 người, mật độ dân số đạt 610 người/km². Vùng đô thị có diện tích 2.157 km², dân số là 2.151.368 người.

## Phân chia hành chính
Địa cấp thị Vu Hồ được chia thành 7 đơn vị hành chính cấp huyện, gồm 5 quận, 1 thành phố cấp huyện và 1 huyện.
- Quận: Kính Hồ (镜湖区), Dặc Giang (弋江区), Cưu Giang (鸠江区), Phồn Xương (繁昌区), Loan Chỉ (湾沚区)
- Thành phố cấp huyện: Vô Vi (无为市)
- Huyện: Nam Lăng (南陵县)

| Bản đồ Vu Hồ                                                   | Bản đồ Vu Hồ | Bản đồ Vu Hồ | Bản đồ Vu Hồ | Bản đồ Vu Hồ | Bản đồ Vu Hồ |
| -------------------------------------------------------------- | ------------ | ------------ | ------------ | ------------ | ------------ |
| Dặc Giang Kính Hồ Cưu Giang Loan Chỉ Phồn Xương Nam Lăng Vô Vi |              |              |              |              |              |

## Khí hậu
| Dữ liệu khí hậu của Vu Hồ (1981–2010)   | Dữ liệu khí hậu của Vu Hồ (1981–2010) | Dữ liệu khí hậu của Vu Hồ (1981–2010) | Dữ liệu khí hậu của Vu Hồ (1981–2010) | Dữ liệu khí hậu của Vu Hồ (1981–2010) | Dữ liệu khí hậu của Vu Hồ (1981–2010) | Dữ liệu khí hậu của Vu Hồ (1981–2010) | Dữ liệu khí hậu của Vu Hồ (1981–2010) | Dữ liệu khí hậu của Vu Hồ (1981–2010) | Dữ liệu khí hậu của Vu Hồ (1981–2010) | Dữ liệu khí hậu của Vu Hồ (1981–2010) | Dữ liệu khí hậu của Vu Hồ (1981–2010) | Dữ liệu khí hậu của Vu Hồ (1981–2010) | Dữ liệu khí hậu của Vu Hồ (1981–2010) |
| Tháng                                   | 1                                     | 2                                     | 3                                     | 4                                     | 5                                     | 6                                     | 7                                     | 8                                     | 9                                     | 10                                    | 11                                    | 12                                    | Năm                                   |
| --------------------------------------- | ------------------------------------- | ------------------------------------- | ------------------------------------- | ------------------------------------- | ------------------------------------- | ------------------------------------- | ------------------------------------- | ------------------------------------- | ------------------------------------- | ------------------------------------- | ------------------------------------- | ------------------------------------- | ------------------------------------- |
| Trung bình ngày tối đa °C (°F)          | 7.5 (45.5)                            | 9.8 (49.6)                            | 14.4 (57.9)                           | 21.1 (70.0)                           | 26.7 (80.1)                           | 29.4 (84.9)                           | 32.9 (91.2)                           | 32.3 (90.1)                           | 28.1 (82.6)                           | 22.9 (73.2)                           | 16.6 (61.9)                           | 10.3 (50.5)                           | 21.0 (69.8)                           |
| Trung bình ngày °C (°F)                 | 3.6 (38.5)                            | 5.8 (42.4)                            | 10.0 (50.0)                           | 16.4 (61.5)                           | 21.9 (71.4)                           | 25.4 (77.7)                           | 28.9 (84.0)                           | 28.2 (82.8)                           | 23.9 (75.0)                           | 18.4 (65.1)                           | 11.9 (53.4)                           | 6.0 (42.8)                            | 16.7 (62.0)                           |
| Tối thiểu trung bình ngày °C (°F)       | 0.8 (33.4)                            | 2.7 (36.9)                            | 6.5 (43.7)                            | 12.4 (54.3)                           | 17.9 (64.2)                           | 22.0 (71.6)                           | 25.7 (78.3)                           | 25.2 (77.4)                           | 20.8 (69.4)                           | 15.0 (59.0)                           | 8.4 (47.1)                            | 2.8 (37.0)                            | 13.4 (56.0)                           |
| Lượng Giáng thủy trung bình mm (inches) | 59.0 (2.32)                           | 66.2 (2.61)                           | 108.5 (4.27)                          | 102.5 (4.04)                          | 116.7 (4.59)                          | 202.5 (7.97)                          | 185.7 (7.31)                          | 129.7 (5.11)                          | 81.4 (3.20)                           | 59.0 (2.32)                           | 63.0 (2.48)                           | 36.8 (1.45)                           | 1.211 (47.67)                         |
| Độ ẩm tương đối trung bình (%)          | 77                                    | 76                                    | 75                                    | 74                                    | 73                                    | 78                                    | 79                                    | 80                                    | 79                                    | 76                                    | 76                                    | 74                                    | 76                                    |
| Nguồn: Cục Khí tượng Trung Quốc         |                                       |                                       |                                       |                                       |                                       |                                       |                                       |                                       |                                       |                                       |                                       |                                       |                                       |